# Deszkatemplom
Träkyrkan Deszkatemplom i Miskolc är en kyrka byggd i trä i Ungern. Den nuvarande byggnaden är från 1999 och ersatte den tidigare byggnaden som blev förstörd i mordbrand år 1997.

## Historik
Den första kyrkan invigdes den 13 september 1637, men både datumet och kyrkans existens i tradition och det är inte känt om det är sant. Det första dokumentet som hittats visar på att kyrkan på denna plats är från 1698. Denna kyrkan var byggd i trä, men inget mer än så visste man om den. Den första så kallade träkyrkan byggdes år 1724 och stod kvar fram till 1937.
István Bató, en 1800-talsinvånare i Miskolc lämnade en stor summa pengar till kyrkan. "Så länge det finns protestanter i Miskolc, ska denna kyrkan behållas i bra skick... skall den brinna ner, skall den återuppbyggas med trä" skrev han. Så när kyrkan blev så gammal och obrukbar att den var tvungen att förstöras, bestämde invånarna att en ny kyrka ska byggas i trä.
Kyrkan designades av Bálint Szeghalmi. Den byggdes av trä från Transsylvanien och designen hade transsylvanska drag också. Transsylvanien är känt för sin konst i trä. Resultatet blev en stor och unik kyrka som stod klar år 1938.
Kyrkan blev nerbränd av en mordbrännare den 4 december 1997. Hela staden sörjde förlusten. En nästan identisk kyrka återuppbyggdes och ersatte kyrkan 1999.